# Chromodorididae
Chromodorididae Bergh, 1891 è una famiglia di molluschi nudibranchi.

## Tassonomia
La famiglia comprende 17 generi raggruppati in due sottofamiglie:
- Sottofamiglia Chromodoridinae Bergh, 1891
  - Ardeadoris Rudman, 1984
  - Berlanguella Ortea, Bacallado & Valdés, 1992
  - Chromodoris Alder & Hancock, 1855
  - Chromolaichma Bertsch, 1977
  - Diversidoris Rudman, 1987
  - Doriprismatica d'Orbigny, 1839
  - Felimida Ev. Marcus, 1971
  - Glossodoris Ehrenberg, 1831
  - Goniobranchus Pease, 1866
  - Tyrinna Bergh, 1898
  - Verconia Pruvot-Fol, 1931
- Sottofamiglia Miamirinae Bergh, 1891
  - Ceratosoma A. Adams & Reeve, 1850
  - Felimare Ev. Marcus & Er. Marcus, 1967
  - Hypselodoris Stimpson, 1855
  - Mexichromis Bertsch, 1977
  - Miamira Bergh, 1875
  - Thorunna Bergh, 1878

In passato erano riconosciuti anche i seguenti generi, ora considerati dei sinonimi:
- Actinodoris Ehrenberg, 1831 = Chromodoris
- Casella H. Adams & A. Adams, 1854 = Glossodoris
- Crepidodoris Pagenstecher, 1877 = Doriprismatica
- Lissodoris Odhner, 1934 = Goniobranchus
- Noumea Risbec, 1928 = Verconia
- Rosodoris Pruvot-Fol, 1954 = Glossodoris
- Babaina Odhner, 1968 = Thorunna
- Brachychlanis Ehrenberg, 1831 = Hypselodoris
- Digidentis Rudman, 1984 = Thorunna
- Durvilledoris Rudman, 1984 = Mexichromis
- Jeanrisbecia Franc, 1968 = Hypselodoris
- Orodoris Bergh, 1875 = Miamira
- Pectenodoris Rudman, 1984 = Mexichromis
- Pterodoris Ehrenberg, 1831 = Hypselodoris
- Risbecia Odhner, 1934 = Hypselodoris

### Alcune specie

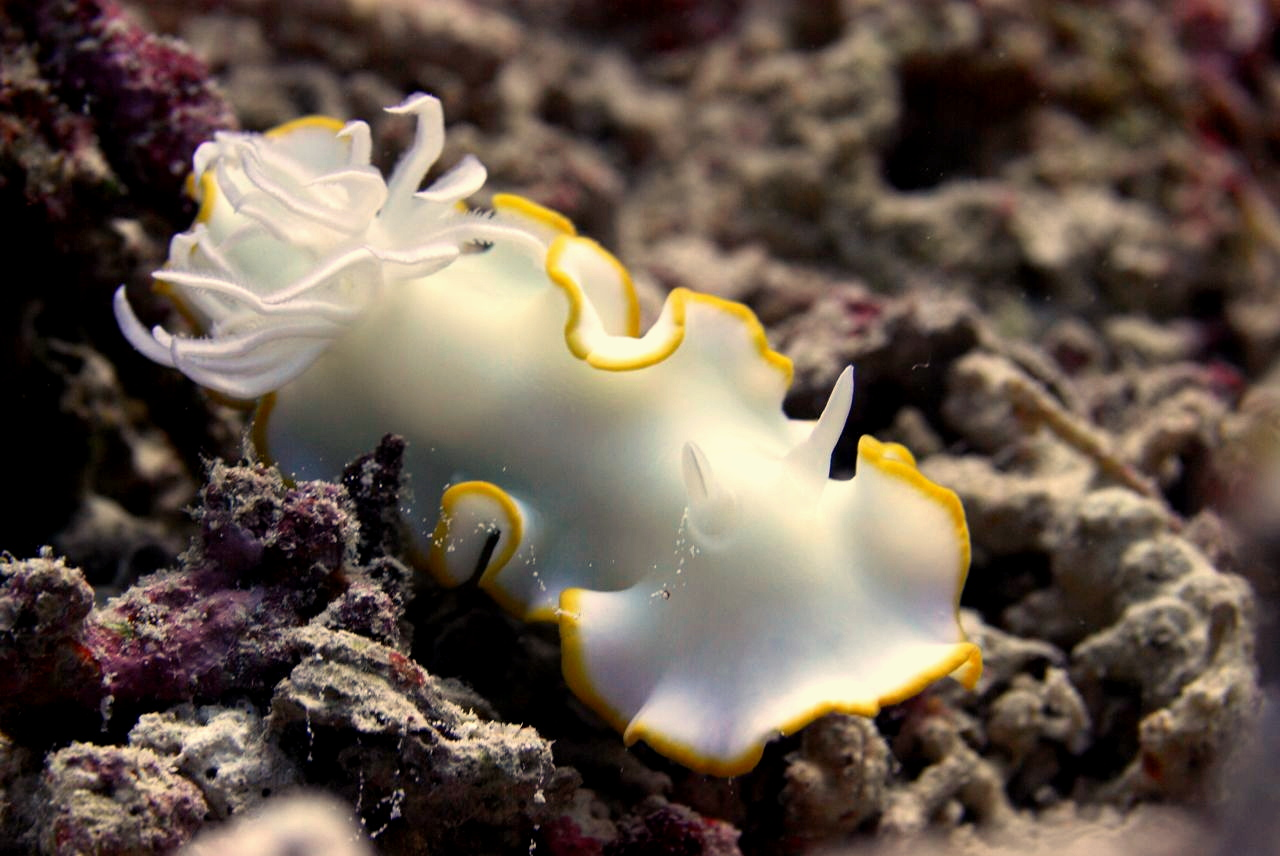
Ardeadoris egretta
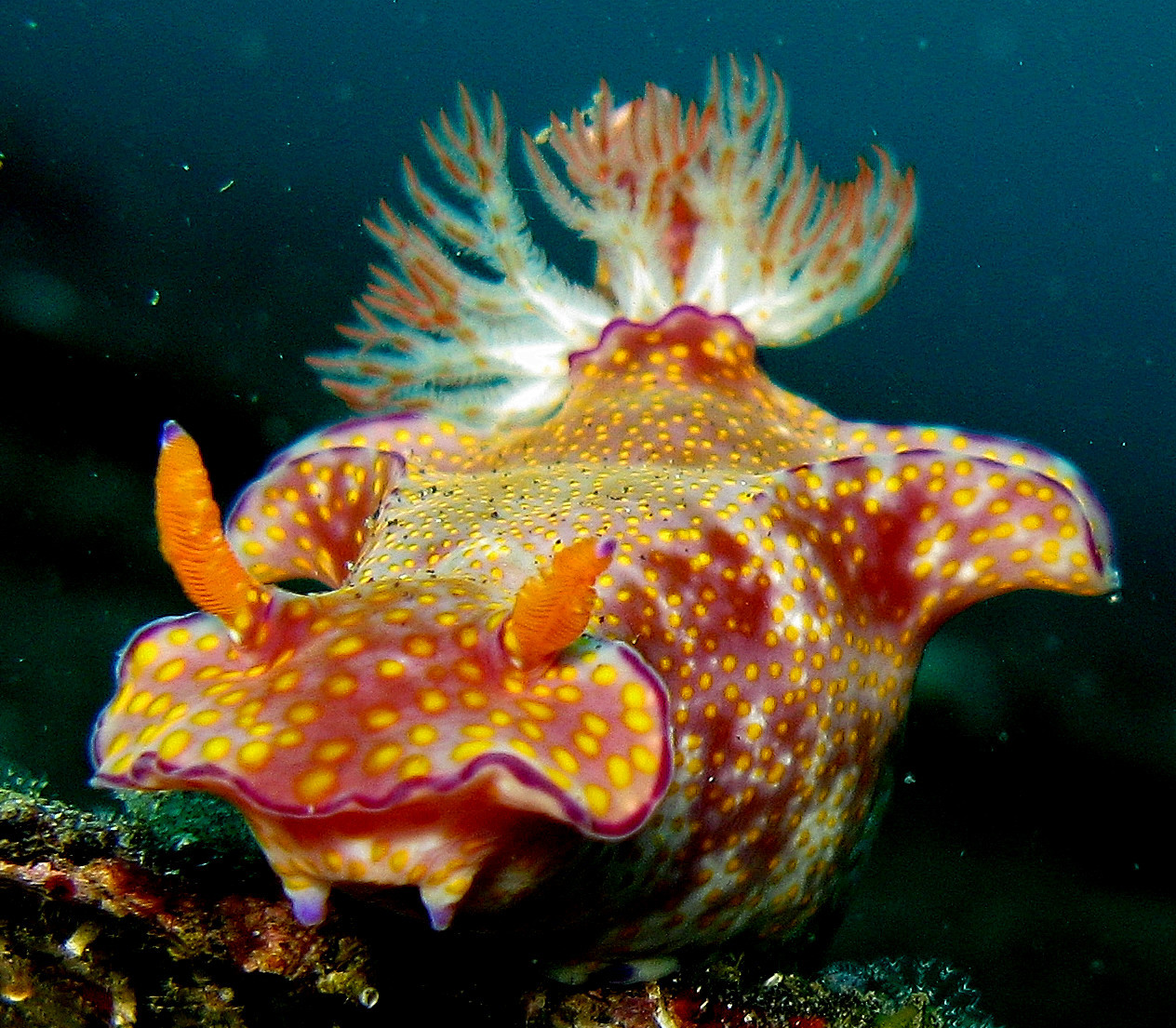
Ceratosoma tenue
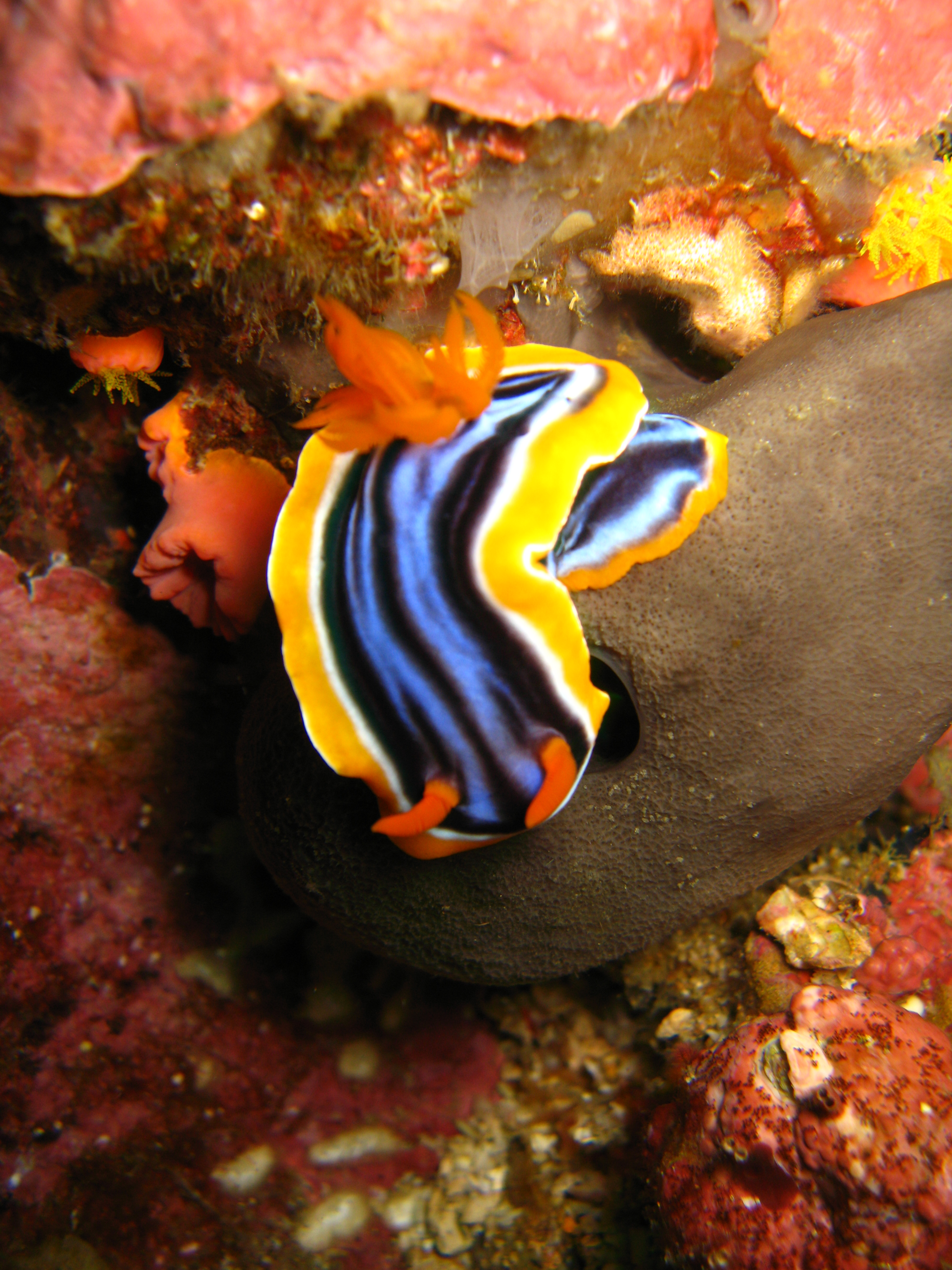
Chromodoris magnifica
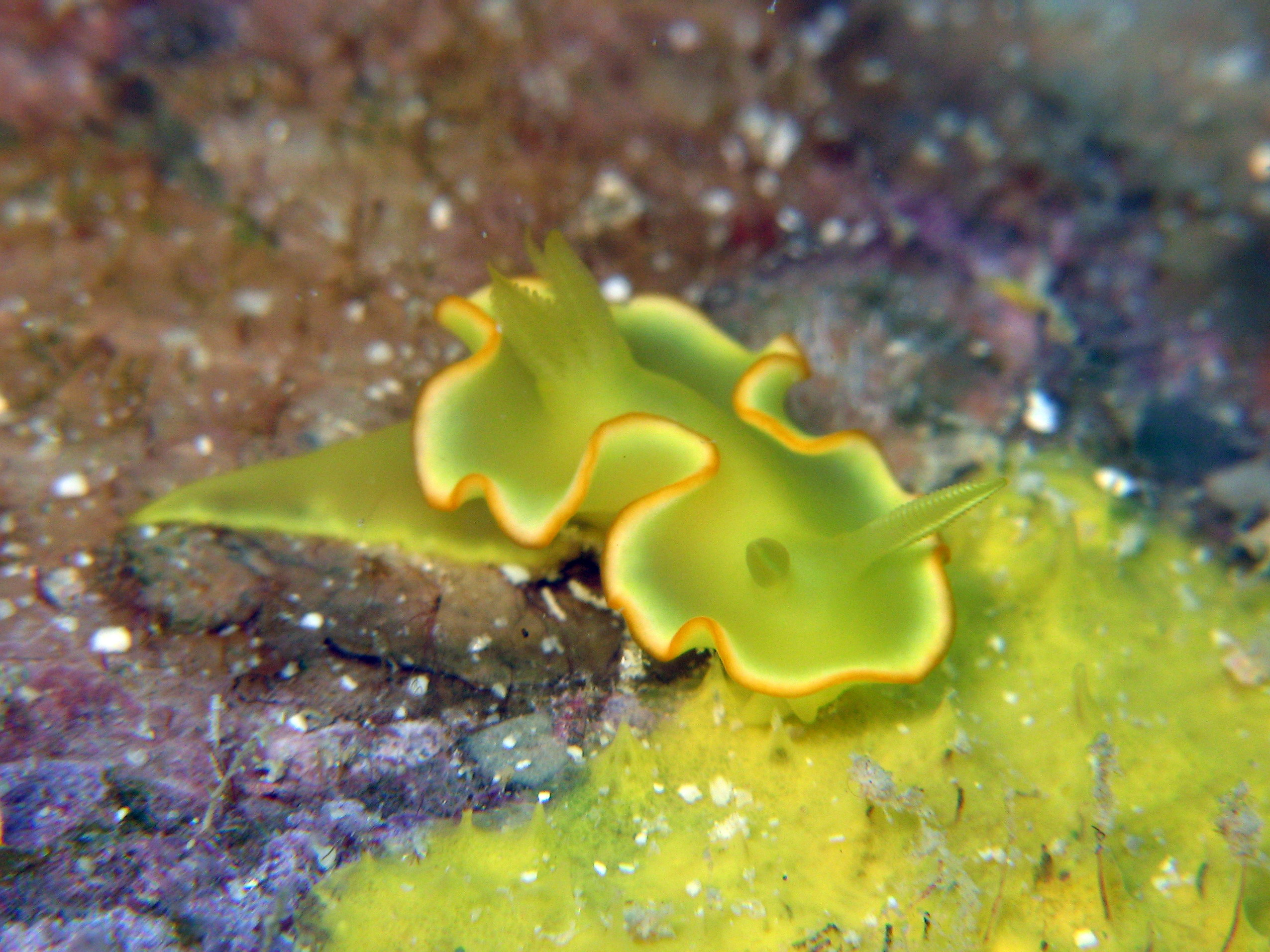
Diversidoris crocea
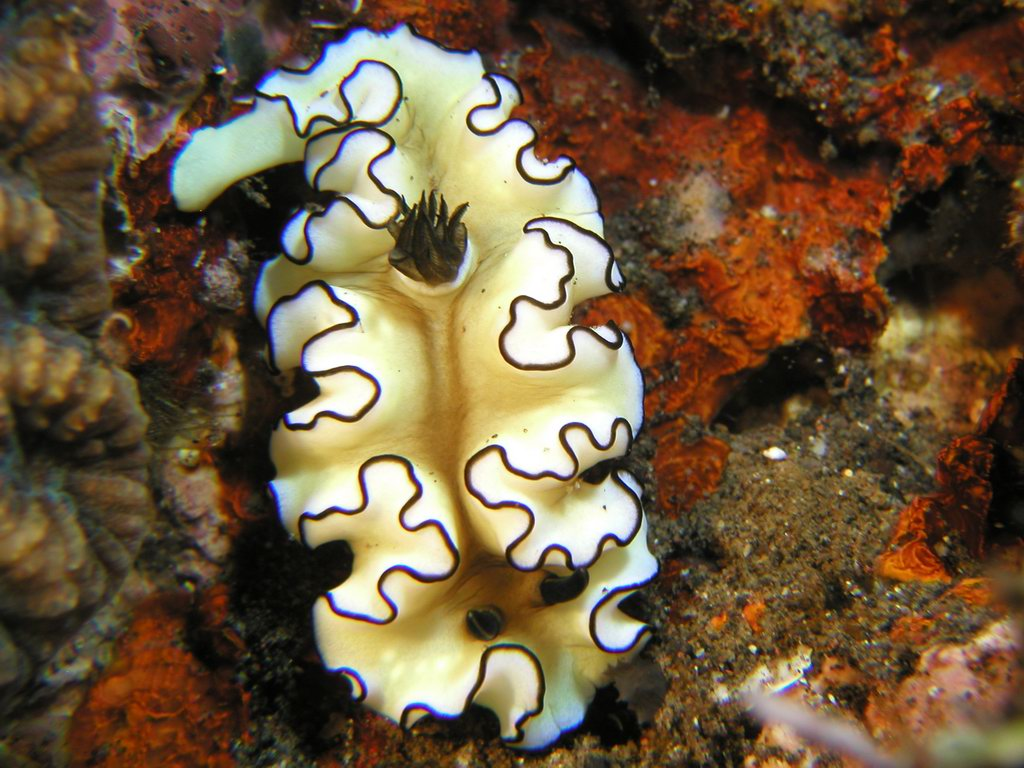
Doriprismatica atromarginata
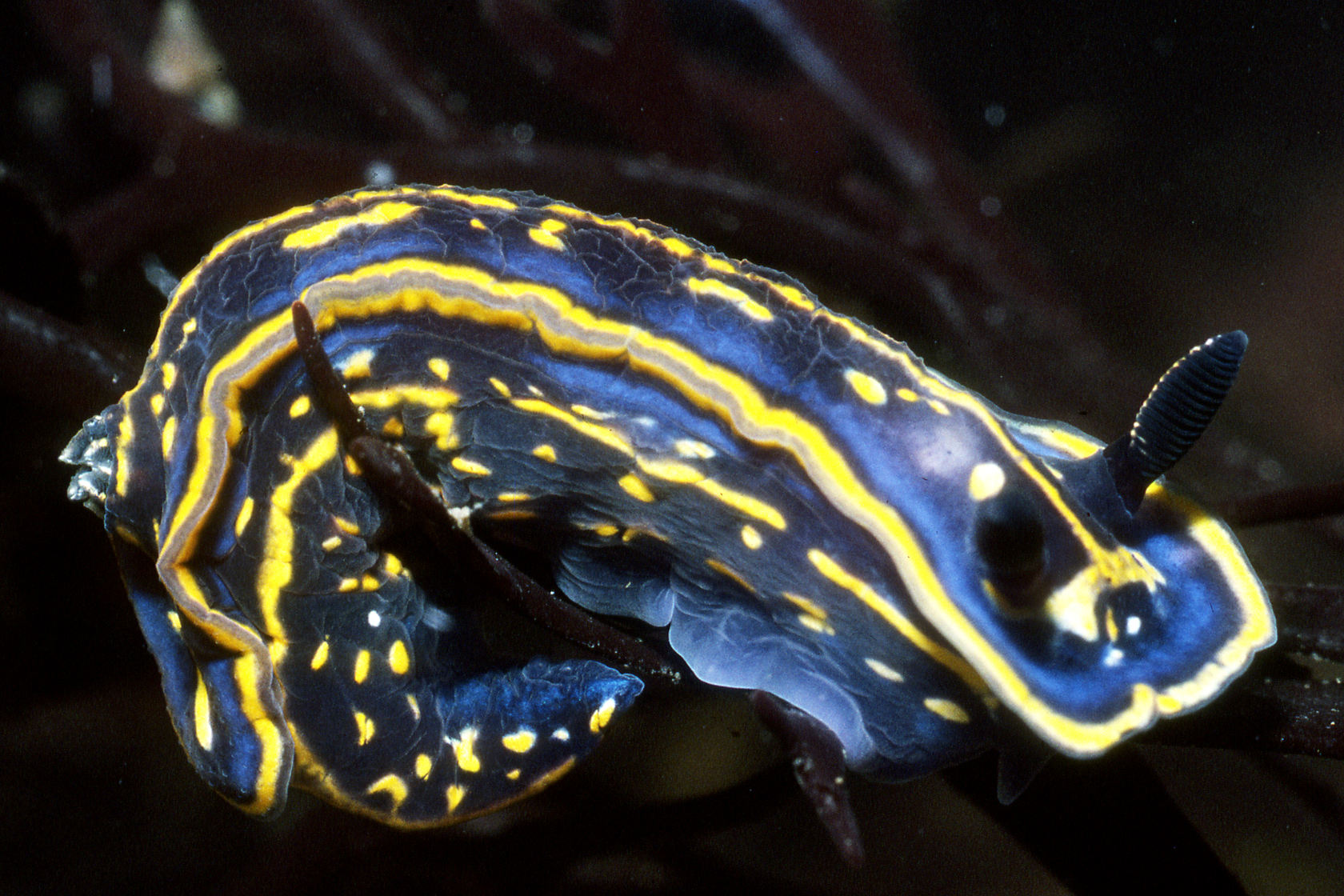
Felimare cantabrica
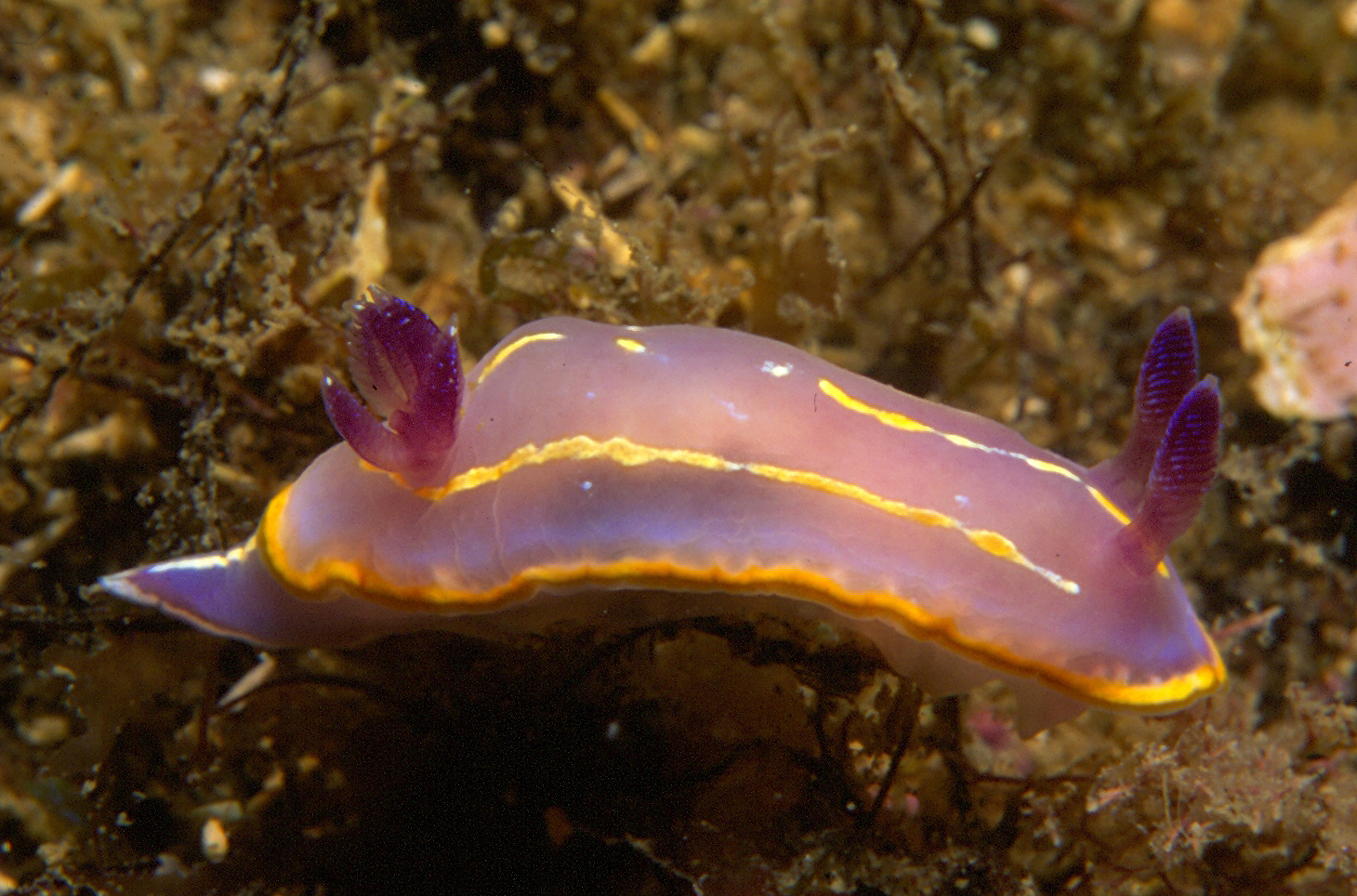
Felimida krohni
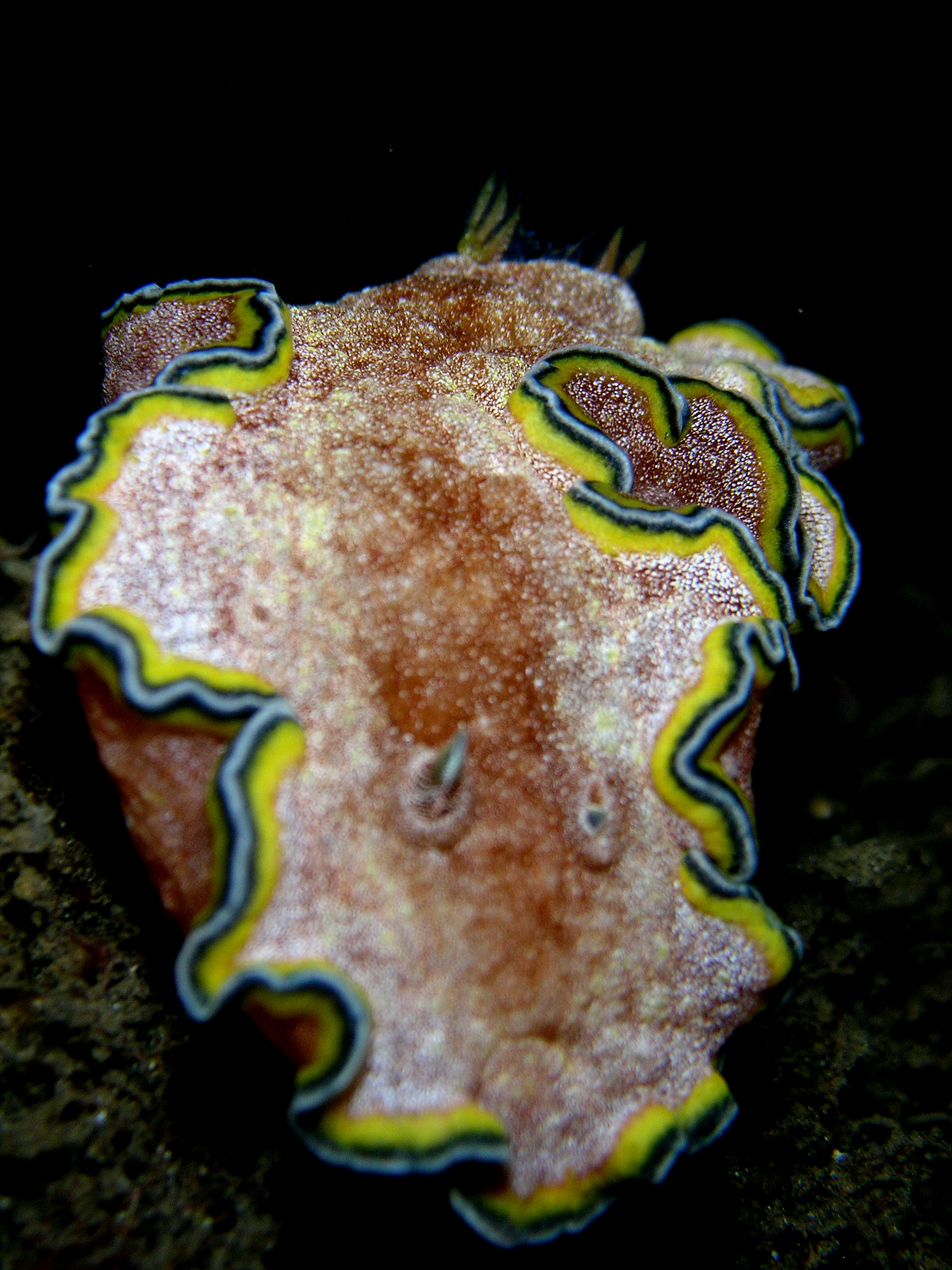
Glossodoris cincta
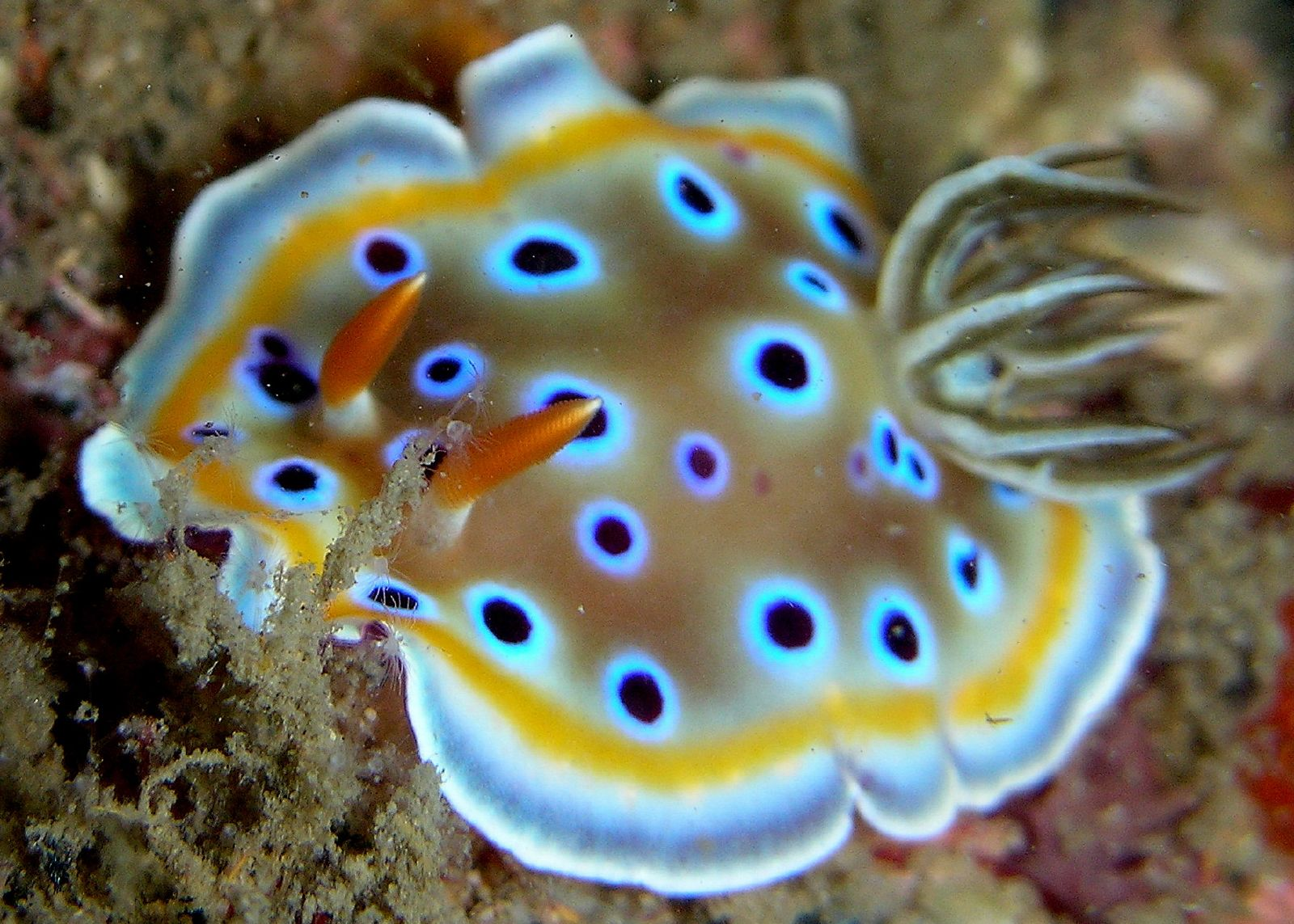
Goniobranchus geminus
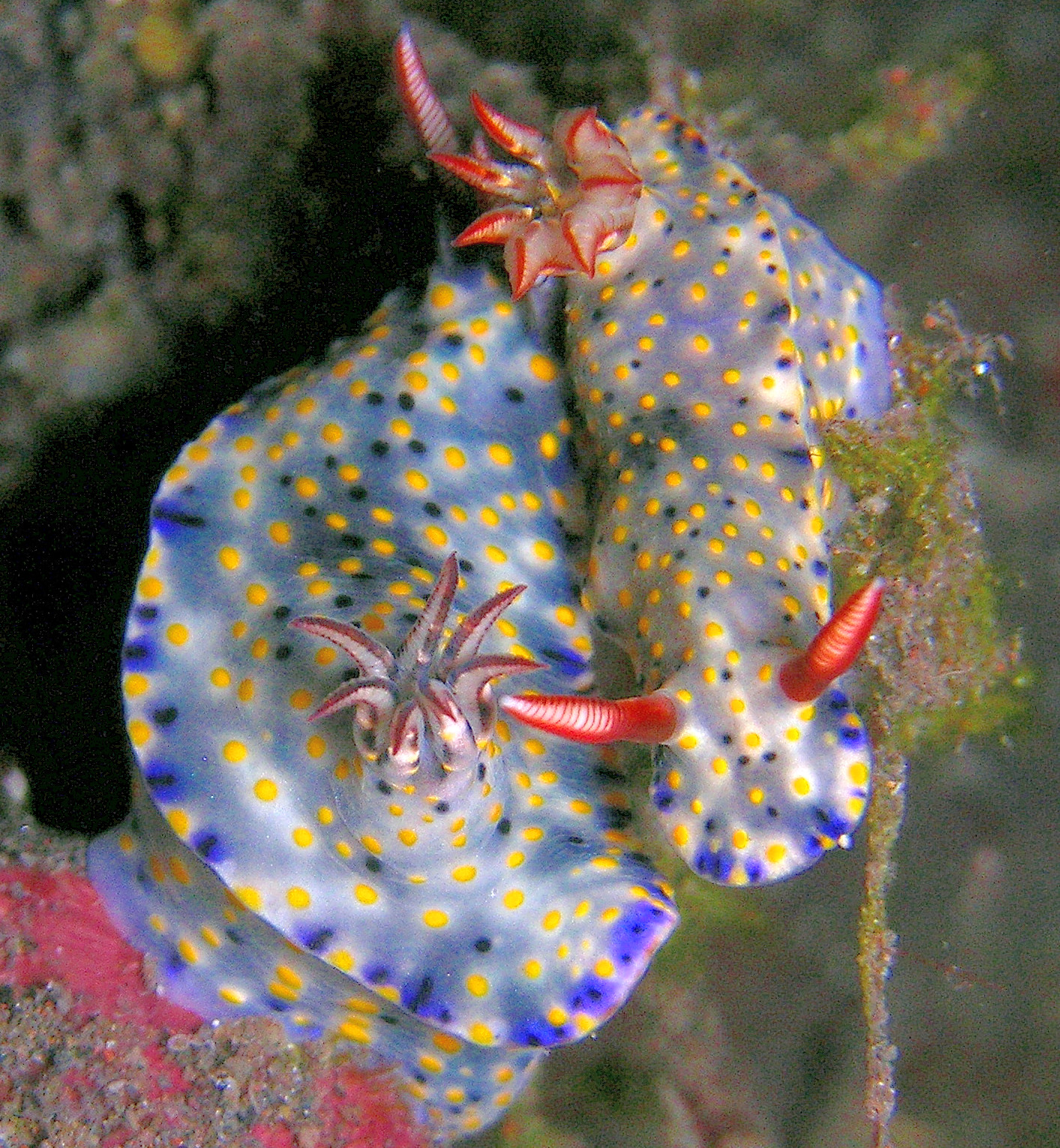
Hypselodoris infucata
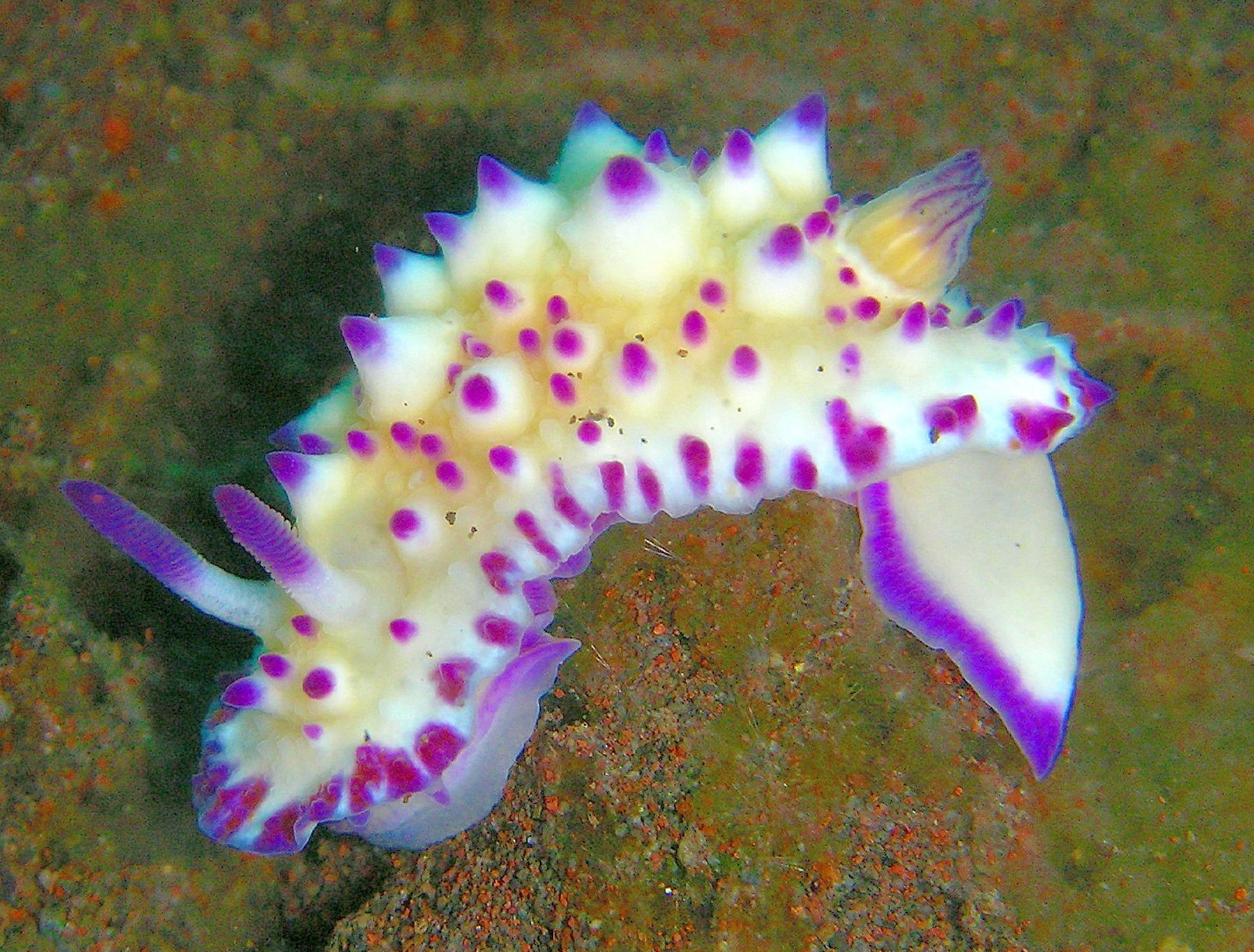
Mexichromis multituberculata
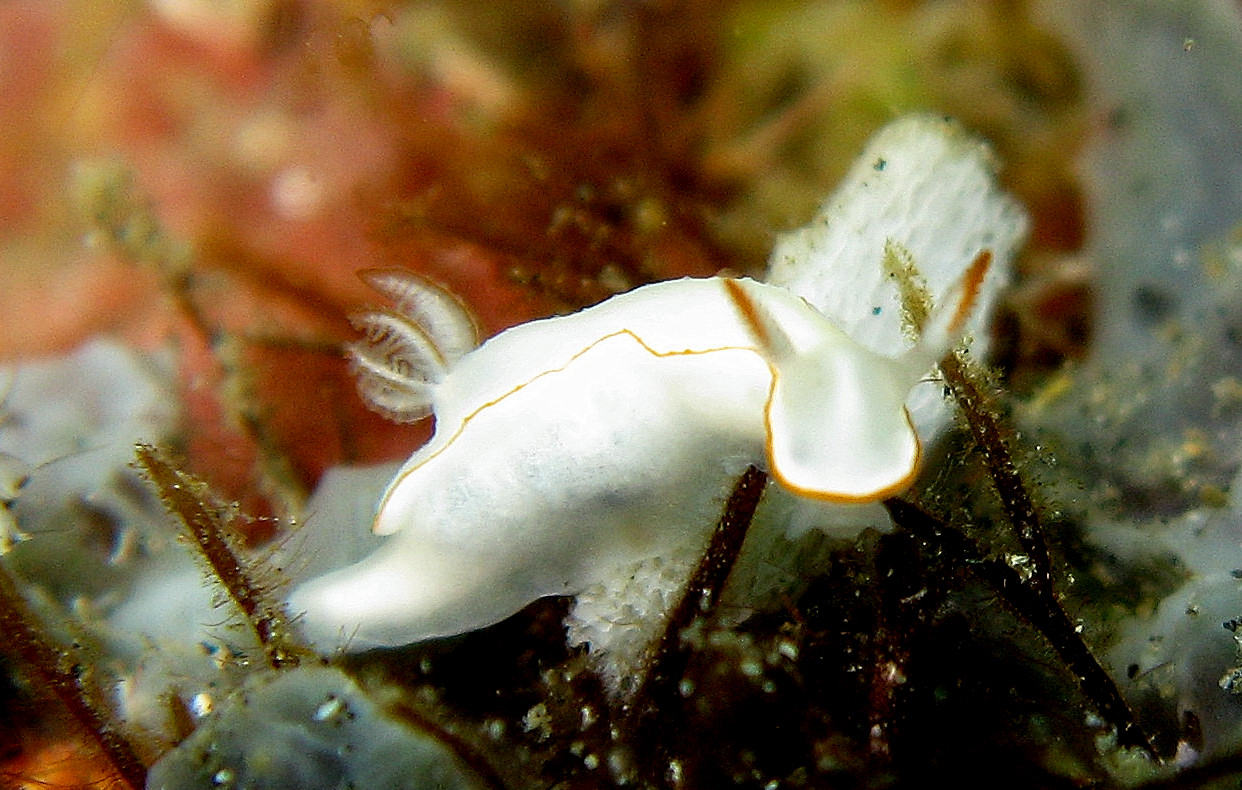
Thorunna furtiva
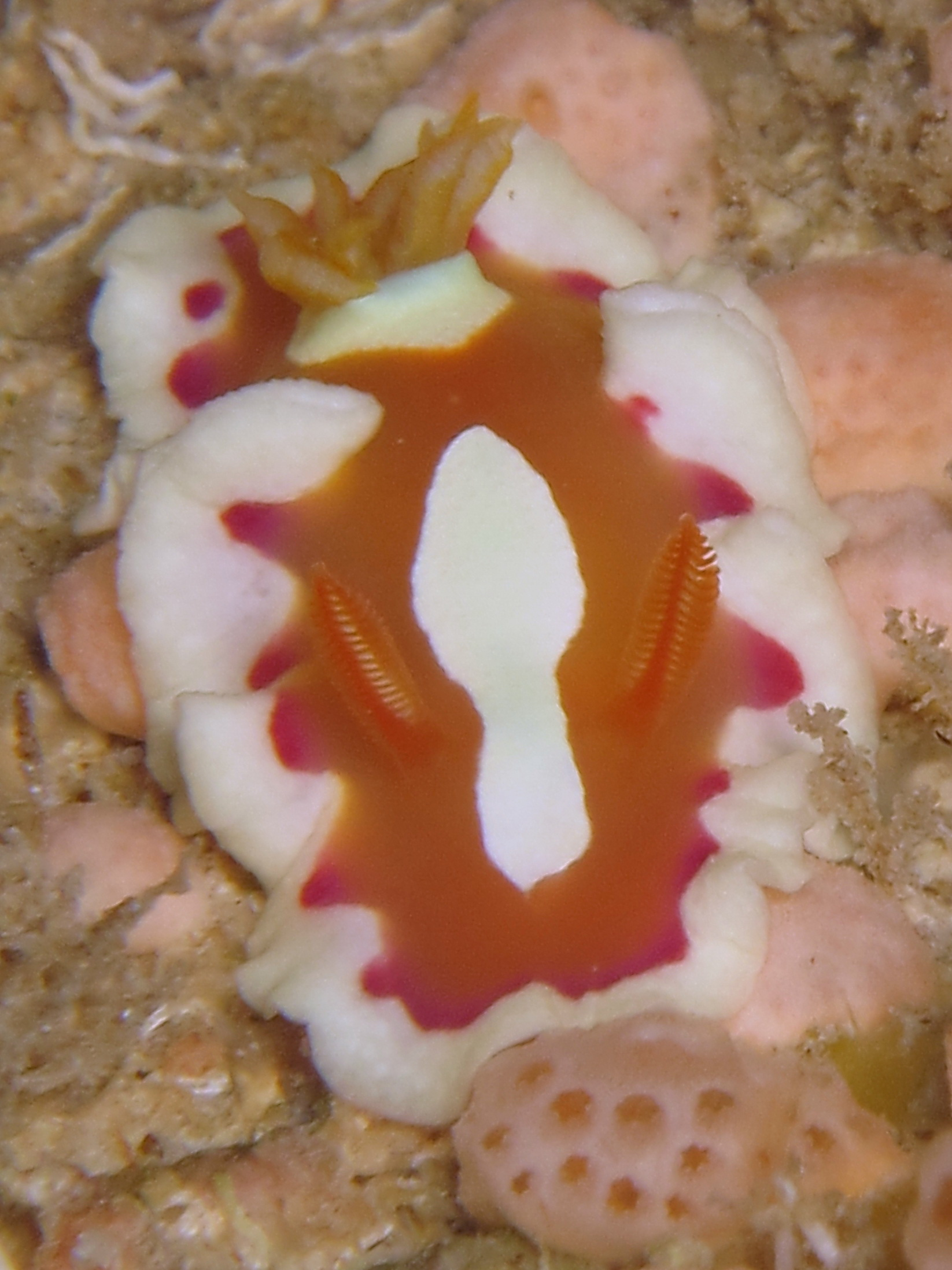
Verconia norba